# Коханяць
45°35′ пн. ш. 15°20′ сх. д. / 45.59° пн. ш. 15.33° сх. д.
Коханяць (хорв. Kohanjac) — населений пункт у Хорватії, у Карловацькій жупанії у складі громади Жаканє.

## Населення
Населення за даними перепису 2011 року становило 96 осіб.
Динаміка чисельності населення поселення: